# Onomasticon de Amenemipet
El Onomasticon de Amenemipet, también llamado Onomasticon de Amenope es un documento egipcio, escrito en algún momento entre finales de la dinastía XX y la dinastía XXII, una lista que pertenece a la categoría del onomasticon, tradición que comenzó en el Imperio Medio e incluye el Onomasticon Ramesseum.
Se trata de un texto administrativo que relaciona 610 entidades organizadas jerárquicamente, en lugar de dar una mera lista de términos. Se conocen diez fragmentos, con versiones sobre papiro, madera, cuero y cerámica. Es el único onomasticon en el que figura el nombre de su autor.
Su contenido incluye muchos grupos, incluidos cuerpos celestes, ciudades, pueblos, oficios, edificios, tipos de tierra, productos agrícolas, bebidas y las partes de un buey. En él se incluyen varios grupos de Pueblos del Mar y libios, como los denyen o danunas, kehek, libu, lukka, meshwesh, nubios, y shardanas. 
El Onomasticon de Amenemipet es una importante ayuda para el estudio de la vida en el Antiguo Egipto: la administración y la corte, el sacerdocio, la historia de los Pueblos del Mar, la geografía y organización política del Levante mediterráneo durante finales del Imperio Nuevo y el Tercer período intermedio. 
Entre las copias o fragmentos que existen, la mejor conservada es la conseguida por Vladímir Golenishchev: el llamado Papiro de Moscú 169, encontrado en el-Hibeh y conservado en el Museo Pushkin, en el que el autor se identifica como «Amenemipet, hijo de Amenemipet». Está datado en la dinastía XXI, y Alan Gardiner lo tradujo en 1947.

## Esquema
Después de un largo título, el escriba de los libros de los dioses de la Casa de la Vida, Amenemipet hijo de Amenemipet comienza a describir todo lo que existe, para instruir a los ignorantes. Las palabras están ordenadas por temas:
- 1-62: el cielo, el agua, la Tierra.
- 63-229: dioses, espíritus, faraones, escribas.
- 230-312: personas y grupos de personas, entre ellas los pueblos y las tierras extranjeras (238-294).
- 313-419: ciudades del Alto y del Bajo Egipto.
- 420-473: edificios y sus partes, y diferentes tipos de tierras.
- 474-578: tierras agrarias, clases de granos, otros productos.[8]
- 579-610: partes de un buey y tipos de carne.

El manuscrito de Golenishchev termina en la palabra número 610. Existe un fragmento de un papiro del Tercer período intermedio que contiene nombres de plantas y árboles, conservado en el Museo Británico con la referencia ESA 10795, pero nunca se ha publicado su transcripción ni su traducción.